# クチャ駅

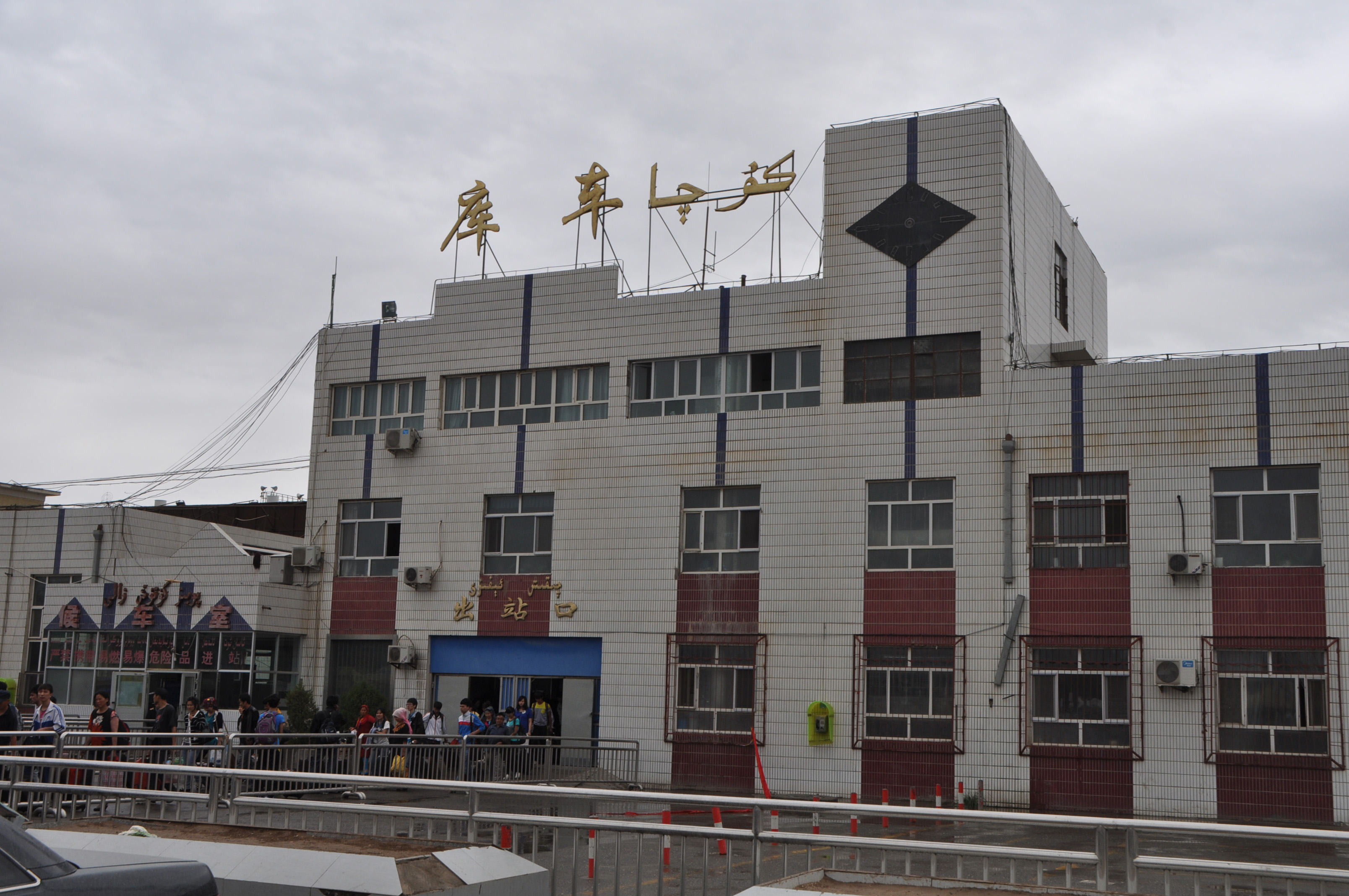
クチャ駅の外観（旅客出口）

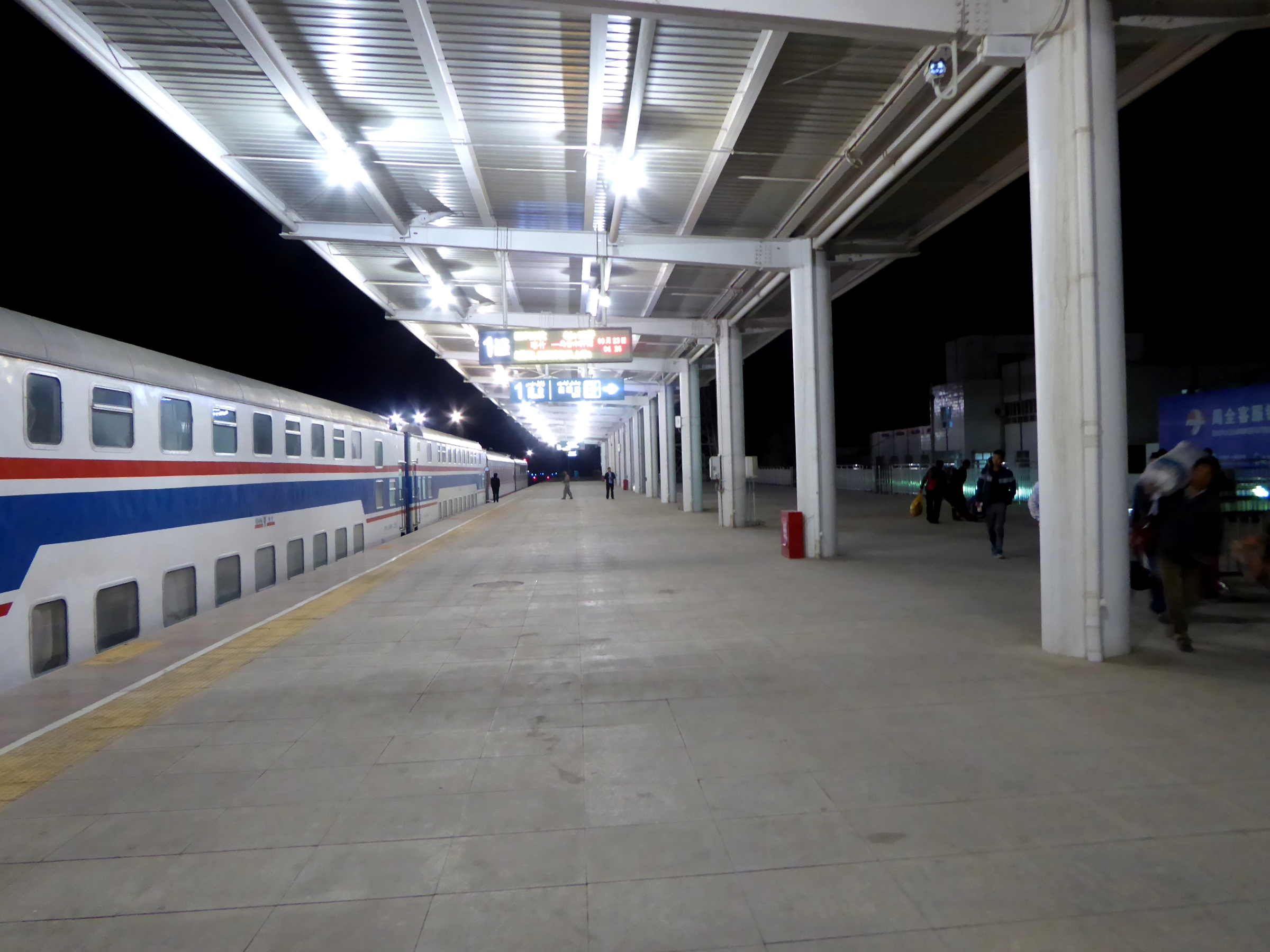
クチャ駅のプラットホーム

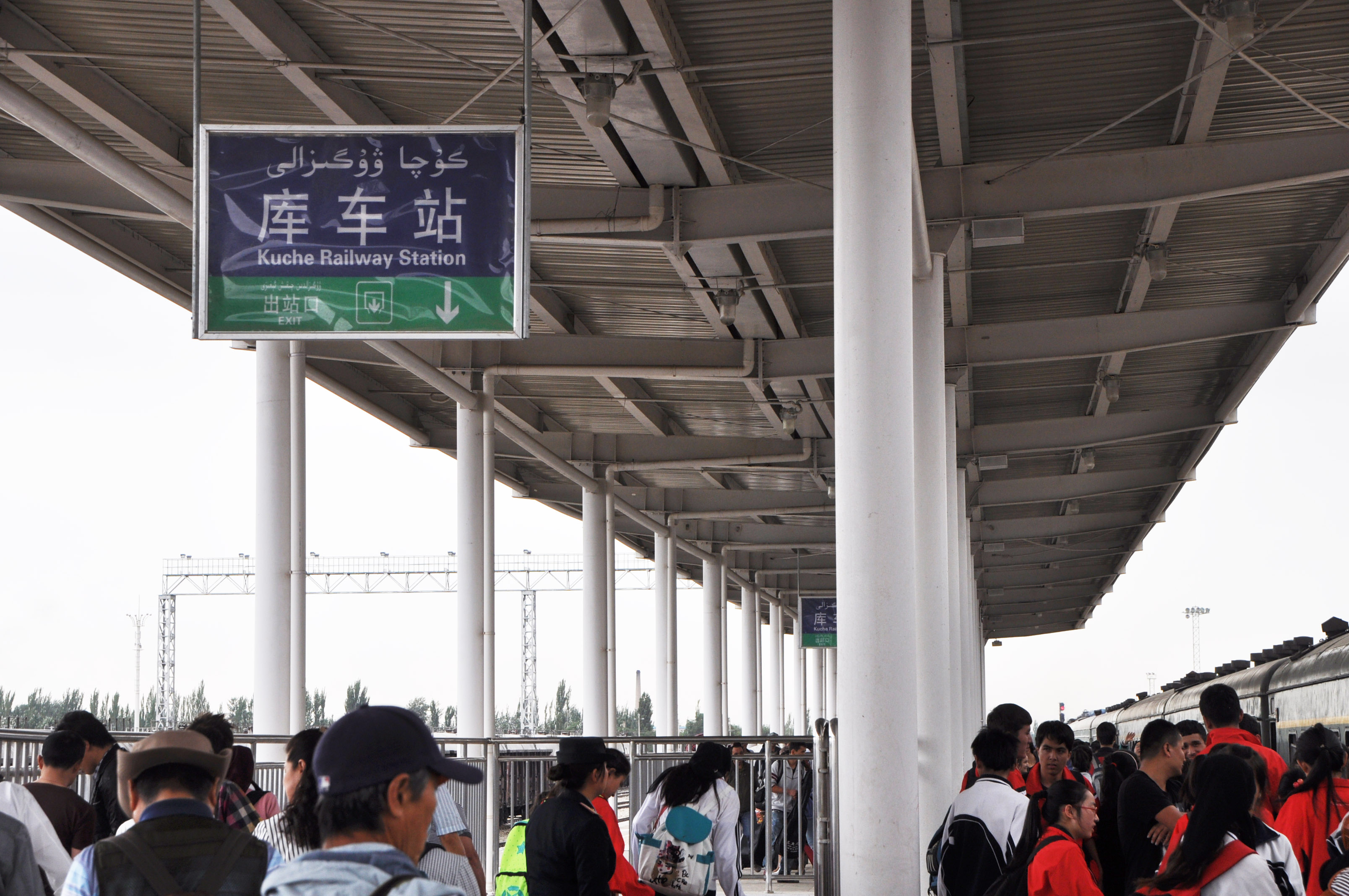
クチャ駅へ急行列車が到着

クチャ駅（クチャえき、中国語: 库车站、英語: Kuqa StationまたはKuche Station）は、中華人民共和国新疆ウイグル自治区南部を走る鉄道南疆線の駅である。アクス地区クチャ県クチャ町にある。1998年に建設されて、中国鉄路ウルムチ局に所属する。

## 駅周辺
クチャ町（北緯41度41分36秒 東経83度00分50秒 / 北緯41.693344度 東経83.013816度座標: 北緯41度41分36秒 東経83度00分50秒 / 北緯41.693344度 東経83.013816度）はクチャ県の県庁所在地である。
- クチャ県塩事務局
- 華清学校
- 交通賓館[1]

クチャ町は、タリム盆地の石油・天然ガス開発の中心都市のひとつで、また往時の亀茲国の遺跡を訪ねる際の観光の基地になっている。

## 歴史
1998年に建設されて、翌1999年12月に南疆線がコルラからカシュガルまで延長された際に使用開始。